# Dionisio d'India
Dionisio (greco: Dionysios; fl. 65-55 a.C. circa) è stato un re indo-greco che regnò sul Punjab orientale.
Le informazioni sulla sua vita derivano principalmente dalle sue monete ritrovate.

## Biografia
Dionisio fu uno degli ultimi re indo-greci; si trovò probabilmente a dover fronteggiare l'invasione degli Indo-sciti che mise fine al dominio greco sull'India. Gli storici Osmund Bopearachchi e Richard Senior lo collocano nella prima metà del I secolo a.C., basando questa loro ipotesi sullo stile arcaico dei monogrammi presenti sulle sue monete. Studiosi precedenti, come Ahmad Hasan Dani, hanno datato il regno di Dioniso ad un'epoca precedente, tra il 115 e il 100 a.C., considerandolo un debole successore di Polisseno, con un dominio sullo Swat e sulla valle del Dir.
Il nome greco  Dionysios significa letteralmente "di Dioniso", in riferimento alla divinità olimpica, Dioniso, che, secondo la mitologia greca, era stato un sovrano dell'India.